# Jack Conway
Jack Conway (ur. 17 lipca 1887, zm. 11 października 1952) – amerykański producent filmowy, reżyser i aktor.

## Filmografia
producent
- 1929: Our Modern Maidens
- 1933: Hell Below
- 1934: Dziewczyna z Missouri

aktor
- 1908: Szkarłatna litera
- 1912: Hard Luck Bill jako Jim
- 1914: Even Unto Death jako Walter Gordon
- 1916: Makbet jako Lennox
- 1919: Restless Souls jako Hugh Gregory
- 1921: The Killer jako William Sanborn

reżyser
- 1912: Her Indian Hero
- 1915: The Way of a Mother
- 1920: The Money Changers
- 1923: Trimmed in Scarlet
- 1929: Our Modern Maidens
- 1932: Żona z drugiej ręki
- 1940: Gorączka nafty
- 1948: Niesforna Julia

## Nagrody i nominacje
Został uhonorowany nagrodą Specjalną Rekomendacji, a także otrzymał nominację do Pucharu Mussoliniego. Posiada również swoją gwiazdę na Hollywoodzkiej Alei Gwiazd.